# Nicéforo Crisoberges
Nicéforo Crisoberges (em grego: Νικηφόρος Χρυσοβέργης; ca. 1160 – provavelmente após 1223) foi um metropolita de Sárdis e retórico bizantino. Nasceu mais provavelmente ca. 1160, ou, segundo uma visão diferente, em 1142. Como um protegido de Constantino Mesopotamita, conseguiu ser nomeado professor (didáscalo) na Escola Patriarcal de Santa Sofia ca. 1186. Na década de 1190, aparentemente caiu em desgraça, mas recuperou sua posição com sua nomeação para o posto sênior de magistro dos retóricos ("mestre dos retóricos") em 1200, um posto que manteve até ca. 1204, quando sucedeu seu tio como metropolita de Sárdis. Ele morreu provavelmente após 1213.
Em sua capacidade como magistro dos retóricos, produziu discursos panegíricos oficiais em honra dos imperadores Aleixo III Ângelo (r. 1195–1203) e Aleixo IV (r. 1203–1204) e o patriarca de Constantinopla João X Camatero. Segundo Alexander Kazhdan "suas principais visões políticas e literárias foram tradicionais e convencionais. Ele louvou o poder imperial mas [...] permaneceu impressionado pela proeza militar". A conturbada relação dos bizantinos com as repúblicas marítimas italianas desempenhou um importante papel na retórica de Crisoberges.